# Cenizas del paraíso
Cenizas del paraíso es una película argentina de Marcelo Piñeyro, protagonizada por Héctor Alterio, Cecilia Roth, Leonardo Sbaraglia y Leticia Brédice, entre un extenso elenco con varias figuras destacadas. El guion fue escrito por el director y Aída Bortnik. Estrenada el 7 de agosto de 1997. Ganadora de siete premios, entre ellos el Premio Goya a la mejor película de habla hispana de 1998.

## Sinopsis
La película se desarrolla en torno a una familia argentina de origen griego, los Makantasis, integrada por un juez, Costa Makantasis (Héctor Alterio), y sus tres hijos: Nicolás (Daniel Kuzniecka), Pablo (Leonardo Sbaraglia) y Alejandro (Nicolás Abeles). Alejandro está de novio y profundamente enamorado de Ana Muro (Leticia Brédice), pero ella a su vez mantiene relaciones con Nicolás y siente un correspondido interés con respecto a Pablo, quien, a pesar de la evidente tensión sexual entre ambos y a sabiendas de que las infidelidades de Ana con Nicolás, decide mantenerse a raya. Ana es además hija de un poderoso empresario mafioso investigado por el juez Makantasis: Francisco Muro (Jorge Marrale). El día 17 de diciembre, mueren tanto el juez Makantasis, en un dudoso suicidio tras arrojarse de lo alto del palacio de tribunales, como Ana, apuñalada. Los tres hermanos confiesan su culpabilidad en el crimen de Ana y afirman haber actuado en soledad, por lo que sus testimonios se contradicen. La jueza Teller (Cecilia Roth), al cargo del caso Muro, intenta establecer qué sucedió realmente. El relato cinematográfico no es lineal, yendo y viniendo en el tiempo y siguiendo las líneas testimoniales de cada hermano y por último la perspectiva de la propia Ana.

## Localización
- Las escenas en tribunales está filmadas en el Palacio de Justicia de Buenos Aires.

## Reparto
- Héctor Alterio como Costa Makantasis, juez y padre de los hermanos
- Cecilia Roth como Beatriz Teller, la jueza
- Leonardo Sbaraglia como Pablo Makantasis
- Leticia Brédice como Ana Muro, la víctima, hija de Francisco Muro
- Daniel Kuzniecka como Nicolás Makantasis
- Nicolás Abeles como Alejandro Makantasis
- Alejo García Pintos como Yeti
- Maximiliano Ghione como Reportero
- Emilio Bardi como Méndez
- Daniel Dibiase como Legista
- Ana María Ambasz como Azucena
- Rita Cortese como Mirta
- Roxana Carrara como Patricia
- Jorge García Marino como Forense
- Hugo Álvarez como II como Asistente Forense
- Jorge Marrale como Francisco Muro, poderoso empresario
- Guillermo Rosasco como Abogado Joven
- Susana Machini como Señora Trámites
- Mariana Díaz como Abogada
- Clarisa Waldman como Empleada Juzgado
- Marcela Fernández como Empleada Juzgado
- Chela Ruiz como Isabel Güemes, empleada doméstica de los Makantasis
- José María Monje como Guardia Cacho
- Ernesto Claudio como Martini
- Fernando Álvarez como Guardia Tito
- Diego Jakubowicz como Empleado Juzgado
- Fabián Rendo como Plastilina
- Roberto Baldi como Guardia
- Eduardo Peaguda como Fonte
- Pablo Nápoli como Araz
- Mónica Scaparone como Carolina Miranda, novia de Pablo Makantasis -Leo Sbaraglia-
- Celina Font como Dolores
- Luz Moyano como Chica del regalador
- Rafael Blanco como Regalador
- Mariano Moussead como Heredero
- Horacio Arnoni como Trafa
- Isabel Macedo como Mujer del heredero
- Glenda Fursyfer como Mujer del Trafa
- Alejandro Fain como Tony
- María Fiorentino como Hilda
- Erasmo Olivera como Hernán
- Javier García como Gabriel Nogués
- Jorge Prado como Policía
- Daniel Gallardo como Fiscal Prado
- Héctor Bordoni como Omar
- Sergio Ríos como Enfermero
- Germán V. Torres como Enfermero
- Fabio Aste como Médico Equipo de Urgencias
- Gabriel Galíndez como Enfermero Urgencias
- Hilda Mantovani como Ángela
- Luis Albano como Sargento
- Hernán Vargas como Paciente
- Estela Sztokhamer como Mujer de Paciente
- Ivana Quiroga como Novia de Pani
- Julián Cavero como Abogado Correa
- Enrique Latorre como Guardia Celular
- Tito Haas como Jefe Alcaldía
- Horacio Roca como Iriarte
- Pablo Rojas como Abogado Suárez
- Antonio Fernández Llorente como Periodista TV
- Alejandro Caprile como Killer
- Luis Morabes como Killer
- Jorge Román
- Adrián Batista
- Daniela Catz

## Premios
- Premios Cóndor de Plata (1997): mejor actriz de reparto (Leticia Brédice)
- Premios Goya (1998): mejor película hispana
- Festival Internacional del Nuevo Cine Latinoamericano de La Habana: mejor música, mejor guion y Premio OCIC; segundo lugar del premio del público.
- Mostra de Cinema Llatinoamericà de Lleida: premio del público